# A Jrada Malha

A Jrada Malha est une célèbre comptine marocaine du XVIe siècle, connue en grande partie dans le Maghreb en darija.
Elle est aussi souvent chantée lors d'un jeu collectif marocain.

## Paternité
Son origine est attribuée aux conditions particulières qui ont entouré la grossesse de Lalla Messaouda, mère du sultan marocain saadien Ahmed al-Mansour pendant qu'elle était enceinte de ce dernier.
Quand elle accoucha, tout le peuple se mit à la chanter.

## Paroles
Les paroles sont en arabe darija :
A Jrada Malha,

Fine Kounti Sarha

Fi Jnane Salha

Ach Kliti ouach Chrebti

Ghir Teffah ou Neffah

ya L’Qadi ya Bou Meftah